# Bourniquel
Bourniquel – miejscowość i gmina we Francji, w regionie Nowa Akwitania, w departamencie Dordogne.
Według danych na rok 1990 gminę zamieszkiwały 52 osoby, a gęstość zaludnienia wynosiła 6 osób/km² (wśród 2290 gmin Akwitanii Bourniquel plasuje się na 1120. miejscu pod względem liczby ludności, natomiast pod względem powierzchni na miejscu 1158.).